# ويليام سميث (سياسي كندي)
ويليام سميث هو سياسي كندي، ولد في 16 نوفمبر 1847، وتوفي في 22 يناير 1931. حزبياً، نشط في حزب كندا المحافظ. وقد انتخب عضو مجلس العموم الكندي.